# Libeccio (jagare)
Libeccio var en jagare av Maestrale-klass som byggdes för Regia Marina (den kungliga italienska flottan) i början av 1930-talet. Hon färdigställdes 1934 och deltog i andra världskriget.
Hon befann sig Taranto under britternas flyganfall och träffades direkt av en bomb, som dock passerade genom skrovet utan att explodera. Hon deltog också i det katastrofala slaget om Duisburgkonvojen, men överlevde bara för att torpederas nästa dag av HMS Upholder när hon återvände till platsen för att leta efter överlevande, hon bogserades men sjönk snart.

## Design och beskrivning
Maestrale-klassen var en helt ny design som var avsedd att åtgärda stabilitetsproblemen hos den föregående Folgore-klassen. De hade en total längd på 106,7 meter. Fartygen hade en bredd på 10,15 meter och ett medeldjupgående på 3,31 meter och 4,3 meter vid full last. Deras deplacement var 1 640 ton vid normal last och 2 243 ton vid full last. Under krigstid hade de 190 officerare och sjömän.
Maestrale-klassen drevs av två växlade Parsons-ångturbiner som var och en drev en propelleraxel med hjälp av ånga från tre ångpannor. Turbinerna var konstruerade för att producera 44 000 hästkrafter (33 000 kW) och en hastighet på 32–33 knop (59–61 km/h) under drift, men de nådde hastigheter på 38–39 knop (70–72 km/h under vissa provseglingar. Fartygen rymde tillräckligt med brännolja för att ge dem en räckvidd på 2 600–2 800 nautiska mil (4 800–5 200 km) vid en hastighet av 18 knop (33 km/h) och 690 nautiska mil (1 280 km) vid en hastighet av 33 knop (61 km/h).
Deras huvudbatteri bestod av fyra 50-kalibriga 12 cm sjömålskanoner i två dubbelkanontorn, ett vardera för och akter om överbyggnaden. Midskepps fanns ett par 15-kalibriga 12 cm-lysgranatskastare. Luftvärnet bestod av fyra 13,2-millimeters kulsprutor. De var utrustade med sex 53,3 cm torpedtuber i två trippelfästen midskepps. Även om fartygen inte var utrustade med sonar för ubåtsjakt var de försedda med ett par sjunkbombskastare. Maestrale-klassen kunde bära 56 sjöminor.